# DIAMETER
DIAMETER je AAA protokol (authentication, authorization and accounting, česky autentizace, autorizace a účtovací) používaný pro přístup k síti nebo pro IP mobilitu. Je používán pro signalizaci v jádře sítě Evolved Packet System (EPS) mobilních sítí 4G. Hlavní koncept tvoří základní protokol, který může být rozšířen pro poskytování AAA služeb novým přístupovým technologiím. Může pracovat jak lokálně tak i v roamingu.

## Rozšíření oproti RADIUS protokolu
Protokol DIAMETER je rozšířeným následníkem protokolu RADIUS (o čemž svědčí okolnost, že diametr čili průměr je dvojnásobkem rádiusu neboli poloměru). Diameter není přímo zpětně kompatibilní, ale poskytuje rozšířenou cestu pro RADIUS. Hlavní rozdíly protokolu DIAMETER oproti protokolu RADIUS jsou:
- používá spolehlivý transportní protokol (TCP nebo SCTP, nepoužívá nespolehlivý UDP)
- může použít zabezpečení na transportní vrstvě (IPsec nebo TLS)
- podporuje přenos RADIUS
- má větší adresní prostor pro dvojice atributů a hodnot (anglicky Attribute Value Pairs, AVPs) a širší identifikátory (32bitové místo 8bitových)
- jde o klient–server protokol, s výjimkou podpory některých zpráv inicializovaných serverem
- lze použít stavový i bezstavový model
- má dynamické objevování uzlů (používá DNS, SRV a NAPTR)
- má schopnost vyjednávání
- podporuje dohody na aplikační vrstvě, definuje metody odolávající chybám a stavové stroje (RFC 3539)
- oznamuje chyby
- má lepší podporu roamingu
- je snadněji rozšiřitelný; lze definovat nové příkazy a atributy
- je zarovnán na 32bitové hranice
- má základní podporu uživatelských sezení a účtování

## Popis protokolu
Základní protokol Diameteru (anglicky Diameter Base Protocol) je definován v RFC 6733. Definuje minimální požadavky AAA protokolu. Aplikace Diameteru (anglicky Diameter Applications) mohou rozšířit základní protokol přidáním nových příkazů nebo atributů. Aplikace zde není program, nýbrž protokol založený na Diameteru. Zabezpečení protokolu Diameter je poskytováno protokolem IPsec nebo TLS.

### Formát paketů
Paket začíná hlavičkou, ze kterou následují dvojice atributů a hodnot (AVP):
| Bitové posunutí | 0              | 1              | 2              | 3              | 4              | 5              | 6              | 7              | 8              | 9              | 10             | 11             | 12             | 13             | 14             | 15             | 16             | 17             | 18             | 19             | 20             | 21             | 22             | 23             | 24             | 25             | 26             | 27             | 28             | 29             | 30             | 31             |
| --------------- | -------------- | -------------- | -------------- | -------------- | -------------- | -------------- | -------------- | -------------- | -------------- | -------------- | -------------- | -------------- | -------------- | -------------- | -------------- | -------------- | -------------- | -------------- | -------------- | -------------- | -------------- | -------------- | -------------- | -------------- | -------------- | -------------- | -------------- | -------------- | -------------- | -------------- | -------------- | -------------- |
| 0               | Verze          | Verze          | Verze          | Verze          | Verze          | Verze          | Verze          | Verze          | Délka zprávy   | Délka zprávy   | Délka zprávy   | Délka zprávy   | Délka zprávy   | Délka zprávy   | Délka zprávy   | Délka zprávy   | Délka zprávy   | Délka zprávy   | Délka zprávy   | Délka zprávy   | Délka zprávy   | Délka zprávy   | Délka zprávy   | Délka zprávy   | Délka zprávy   | Délka zprávy   | Délka zprávy   | Délka zprávy   | Délka zprávy   | Délka zprávy   | Délka zprávy   | Délka zprávy   |
| 32              | R              | P              | E              | T              |                |                |                |                | Kód příkazu    | Kód příkazu    | Kód příkazu    | Kód příkazu    | Kód příkazu    | Kód příkazu    | Kód příkazu    | Kód příkazu    | Kód příkazu    | Kód příkazu    | Kód příkazu    | Kód příkazu    | Kód příkazu    | Kód příkazu    | Kód příkazu    | Kód příkazu    | Kód příkazu    | Kód příkazu    | Kód příkazu    | Kód příkazu    | Kód příkazu    | Kód příkazu    | Kód příkazu    | Kód příkazu    |
| 64              | Application ID | Application ID | Application ID | Application ID | Application ID | Application ID | Application ID | Application ID | Application ID | Application ID | Application ID | Application ID | Application ID | Application ID | Application ID | Application ID | Application ID | Application ID | Application ID | Application ID | Application ID | Application ID | Application ID | Application ID | Application ID | Application ID | Application ID | Application ID | Application ID | Application ID | Application ID | Application ID |
| 96              | Hop-by-hop ID  | Hop-by-hop ID  | Hop-by-hop ID  | Hop-by-hop ID  | Hop-by-hop ID  | Hop-by-hop ID  | Hop-by-hop ID  | Hop-by-hop ID  | Hop-by-hop ID  | Hop-by-hop ID  | Hop-by-hop ID  | Hop-by-hop ID  | Hop-by-hop ID  | Hop-by-hop ID  | Hop-by-hop ID  | Hop-by-hop ID  | Hop-by-hop ID  | Hop-by-hop ID  | Hop-by-hop ID  | Hop-by-hop ID  | Hop-by-hop ID  | Hop-by-hop ID  | Hop-by-hop ID  | Hop-by-hop ID  | Hop-by-hop ID  | Hop-by-hop ID  | Hop-by-hop ID  | Hop-by-hop ID  | Hop-by-hop ID  | Hop-by-hop ID  | Hop-by-hop ID  | Hop-by-hop ID  |
| 128             | End-to-end ID  | End-to-end ID  | End-to-end ID  | End-to-end ID  | End-to-end ID  | End-to-end ID  | End-to-end ID  | End-to-end ID  | End-to-end ID  | End-to-end ID  | End-to-end ID  | End-to-end ID  | End-to-end ID  | End-to-end ID  | End-to-end ID  | End-to-end ID  | End-to-end ID  | End-to-end ID  | End-to-end ID  | End-to-end ID  | End-to-end ID  | End-to-end ID  | End-to-end ID  | End-to-end ID  | End-to-end ID  | End-to-end ID  | End-to-end ID  | End-to-end ID  | End-to-end ID  | End-to-end ID  | End-to-end ID  | End-to-end ID  |
| 160 ...         | AVPs ...       | AVPs ...       | AVPs ...       | AVPs ...       | AVPs ...       | AVPs ...       | AVPs ...       | AVPs ...       | AVPs ...       | AVPs ...       | AVPs ...       | AVPs ...       | AVPs ...       | AVPs ...       | AVPs ...       | AVPs ...       | AVPs ...       | AVPs ...       | AVPs ...       | AVPs ...       | AVPs ...       | AVPs ...       | AVPs ...       | AVPs ...       | AVPs ...       | AVPs ...       | AVPs ...       | AVPs ...       | AVPs ...       | AVPs ...       | AVPs ...       | AVPs ...       |

### Verze
Toto pole indikuje verzi základního protokolu Diameter. V roce 2014 byla jediná podporovaná hodnota 1.

### Délka zprávy
Pole délka zprávy (anglicky Message length) indikuje délku Diameter zprávy v bytech, včetně hlavičky a polí AVP doplněných na násobek 4 bytů.

### Příznaky příkazu
Bit „R“ (Požadavek) – je-li nastaven, zpráva je požadavek; je-li nulový, zpráva je odpověď.
Bit „P“ (Proxiable) – je-li nastaven, zpráva MŮŽE být předána na jiný uzel (proxy, relay nebo redirect). Pokud je nulový, zpráva MUSÍ být zpracovaná lokálně.
Bit „E“ (Chyba) – je-li nastaven, zpráva obsahuje chybu protokolu a nebude vyhovovat CCF pro tento příkaz. Zprávy s nastaveným bitem „E“ se obvykle nazývají chybové zprávy. Tento bit NESMÍ být nastaven v požadavku.
Bit „T“ (Potenciálně opakovaně přenášená zpráva) – tento příznak je nastaven po proceduře zotavení ze selhání spoje, pro pomoc při odstraňování duplicitních požadavků. Je nastaven při opakovaném posílání požadavku, který zatím nebyl potvrzen, jako indikace možné duplicity kvůli selhání spoje.

### Příkazy
Každé dvojici požadavek/odpověď je přiřazen kód příkazu. Zda jde o požadavek nebo odpověď, je rozlišeno bitem 'R' v poli Příznaky příkazu.
Hodnoty 0-255 jsou rezervovány pro zpětnou kompatibilitu s protokolem RADIUS.
Hodnoty 256-16777213 jsou pro trvalé, standardní příkazy, které přidělila organizace IANA.
Hodnoty 16777214 a 16777215 (hex 0xFFFFFE a 0xFFFFFF) jsou rezervované pro experimentální a testovací účely.
Kód příkazu se používá pro určení akce, kterou je třeba provést pro určitou zprávu. V následující tabulce jsou vybrané často používané příkazy definované v protokolu (základním nebo v aplikacích):
| Jméno příkazu                      | Zkratka | Kód     | Aplikace                                                            |
| ---------------------------------- | ------- | ------- | ------------------------------------------------------------------- |
| AA-Request                         | AAR     | 265     | Diameter NAS Application - RFC 7155                                 |
| AA-Answer                          | AAA     | 265     | Diameter NAS Application - RFC 7155                                 |
| Diameter-EAP-Request               | DER     | 268     | Diameter EAP Application - RFC 4072                                 |
| Diameter-EAP-Answer                | DEA     | 268     | Diameter EAP Application - RFC 4072                                 |
| Abort-Session-Request              | ASR     | 274     | Diameter base                                                       |
| Abort-Session-Answer               | ASA     | 274     | Diameter base                                                       |
| Accounting-Request                 | ACR     | 271     | Diameter base                                                       |
| Accounting-Answer                  | ACA     | 271     | Diameter base                                                       |
| Credit-Control-Request             | CCR     | 272     | Diameter Credit-Control Application - RFC 8506 (nahrazuje RFC 4006) |
| Credit-Control-Answer              | CCA     | 272     | Diameter Credit-Control Application - RFC 8506 (nahrazuje RFC 4006) |
| Capabilities-Exchange-Request      | CER     | 257     | Diameter base                                                       |
| Capabilities-Exchange-Answer       | CEA     | 257     | Diameter base                                                       |
| Device-Watchdog-Request            | DWR     | 280     | Diameter base                                                       |
| Device-Watchdog-Answer             | DWA     | 280     | Diameter base                                                       |
| Disconnect-Peer-Request            | DPR     | 282     | Diameter base                                                       |
| Disconnect-Peer-Answer             | DPA     | 282     | Diameter base                                                       |
| Re-Auth-Request                    | RAR     | 258     | Diameter base                                                       |
| Re-Auth-Answer                     | RAA     | 258     | Diameter base                                                       |
| Session-Termination-Request        | STR     | 275     | Diameter base                                                       |
| Session-Termination-Answer         | STA     | 275     | Diameter base                                                       |
| User-Authorization-Request         | UAR     | 283     | Diameter SIP Application - RFC 4740                                 |
| User-Authorization-Answer          | UAA     | 283     | Diameter SIP Application - RFC 4740                                 |
| Server-Assignment-Request          | SAR     | 284     | Diameter SIP Application - RFC 4740                                 |
| Server-Assignment-Answer           | SAA     | 284     | Diameter SIP Application - RFC 4740                                 |
| Location-Info-Request              | LIR     | 285     | Diameter SIP Application - RFC 4740                                 |
| Location-Info-Answer               | LIA     | 285     | Diameter SIP Application - RFC 4740                                 |
| Multimedia-Auth-Request            | MAR     | 286     | Diameter SIP Application - RFC 4740                                 |
| Multimedia-Auth-Answer             | MAA     | 286     | Diameter SIP Application - RFC 4740                                 |
| Registration-Termination-Request   | RTR     | 287     | Diameter SIP Application - RFC 4740                                 |
| Registration-Termination-Answer    | RTA     | 287     | Diameter SIP Application - RFC 4740                                 |
| Push-Profile-Request               | PPR     | 288     | Diameter SIP Application - RFC 4740                                 |
| Push-Profile-Answer                | PPA     | 288     | Diameter SIP Application - RFC 4740                                 |
| User-Authorization-Request         | UAR     | 300     | Diameter base (3GPP) RFC 3589                                       |
| User-Authorization-Answer          | UAA     | 300     | Diameter base (3GPP) RFC 3589                                       |
| Server-Assignment-Request          | SAR     | 301     | Diameter base (3GPP) RFC 3589                                       |
| Server-Assignment-Answer           | SAA     | 301     | Diameter base (3GPP) RFC 3589                                       |
| Location-Info-Request              | LIR     | 302     | Diameter base (3GPP) RFC 3589                                       |
| Location-Info-Answer               | LIA     | 302     | Diameter base (3GPP) RFC 3589                                       |
| Multimedia-Auth-Request            | MAR     | 303     | Diameter base (3GPP) RFC 3589                                       |
| Multimedia-Auth-Answer             | MAA     | 303     | Diameter base (3GPP) RFC 3589                                       |
| Registration-Termination-Request   | RTR     | 304     | Diameter base (3GPP) RFC 3589                                       |
| Registration-Termination-Answer    | RTA     | 304     | Diameter base (3GPP) RFC 3589                                       |
| Push-Profile-Request               | PPR     | 305     | Diameter base (3GPP) RFC 3589                                       |
| Push-Profile-Answer                | PPA     | 305     | Diameter base (3GPP) RFC 3589                                       |
| User-Data-Request                  | UDR     | 306     | Diameter base (3GPP) RFC 3589                                       |
| User-Data-Answer                   | UDA     | 306     | Diameter base (3GPP) RFC 3589                                       |
| Profile-Update-Request             | PUR     | 307     | Diameter base (3GPP) RFC 3589                                       |
| Profile-Update-Answer              | PUA     | 307     | Diameter base (3GPP) RFC 3589                                       |
| Subscribe-Notifications-Request    | SNR     | 308     | Diameter base (3GPP) RFC 3589                                       |
| Subscribe-Notifications-Answer     | SNA     | 308     | Diameter base (3GPP) RFC 3589                                       |
| Push-Notification-Request          | PNR     | 309     | Diameter base (3GPP) RFC 3589                                       |
| Push-Notification-Answer           | PNA     | 309     | Diameter base (3GPP) RFC 3589                                       |
| Bootstrapping-Info-Request         | BIR     | 310     | Diameter base (3GPP) RFC 3589                                       |
| Bootstrapping-Info-Answer          | BIA     | 310     | Diameter base (3GPP) RFC 3589                                       |
| Message-Process-Request            | MPR     | 311     | Diameter base (3GPP) RFC 3589                                       |
| Message-Process-Answer             | MPA     | 311     | Diameter base (3GPP) RFC 3589                                       |
| Update-Location-Request            | ULR     | 316     | 3GPP TS 29.272 [RFC 5516]                                           |
| Update-Location-Answer             | ULA     | 316     | 3GPP TS 29.272 [RFC 5516]                                           |
| Cancel-Location-Request            | CLR     | 317     | 3GPP TS 29.272 [RFC 5516]                                           |
| Cancel-Location-Answer             | CLA     | 317     | 3GPP TS 29.272 [RFC 5516]                                           |
| Authentication-Information-Request | AIR     | 318     | 3GPP TS 29.272 [RFC 5516]                                           |
| Authentication-Information-Answer  | AIA     | 318     | 3GPP TS 29.272 [RFC 5516]                                           |
| Insert-Subscriber-Data-Request     | IDR     | 319     | 3GPP TS 29.272 [RFC 5516]                                           |
| Insert-Subscriber-Data-Answer      | IDA     | 319     | 3GPP TS 29.272 [RFC 5516]                                           |
| Delete-Subscriber-Data-Request     | DSR     | 320     | 3GPP TS 29.272 [RFC 5516]                                           |
| Delete-Subscriber-Data-Answer      | DSA     | 320     | 3GPP TS 29.272 [RFC 5516]                                           |
| Purge-UE-Request                   | PER     | 321     | 3GPP TS 29.272 [RFC 5516]                                           |
| Purge-UE-Answer                    | PEA     | 321     | 3GPP TS 29.272 [RFC 5516]                                           |
| Notify-Request                     | NR      | 323     | 3GPP TS 29.272 [RFC 5516]                                           |
| Notify-Answer                      | NA      | 323     | 3GPP TS 29.272 [RFC 5516]                                           |
| Provide-Location-Request           | PLR     | 8388620 | 3GPP-LCS-SLg (Application-ID 16777255)                              |
| Provide-Location-Answer            | PLA     | 8388620 | 3GPP-LCS-SLg (Application-ID 16777255)                              |
| Routing-Info-Request               | RIR     | 8388622 | 3GPP-LCS-SLh (Application-ID 16777291)                              |
| Routing-Info-Answer                | RIA     | 8388622 | 3GPP-LCS-SLh (Application-ID 16777291)                              |
| AA-Mobile-Node-Request             | AMR     | 260     | Diameter Mobile IPv4 - RFC 4004                                     |
| AA-Mobile-Node-Answer              | AMA     | 260     | Diameter Mobile IPv4 - RFC 4004                                     |
| Home-Agent-MIP-Request             | HAR     | 262     | Diameter Mobile IPv4 - RFC 4004                                     |
| Home-Agent-MIP-Answer              | HAA     | 262     | Diameter Mobile IPv4 - RFC 4004                                     |
| Configuration-Information-Request  | CIR     | 8388718 | S6t per 3GPP TS 29.336                                              |
| Configuration-Information-Answer   | CIA     | 8388718 | S6t per 3GPP TS 29.336                                              |
| Reporting-Information-Request      | RIR     | 8388719 | S6t per 3GPP TS 29.336                                              |
| Reporting-Information-Answer       | RIA     | 8388719 | S6t per 3GPP TS 29.336                                              |
| NIDD-Information-Request           | NIR     | 8388726 | S6t per 3GPP TS 29.336                                              |
| NIDD-Information-Answer            | NIA     | 8388726 | S6t per 3GPP TS 29.336                                              |

### Application-ID
Application-ID (identifikátor aplikace) se používá pro identifikaci, jakým aplikacím Diametru je zpráva určena. Aplikace mohou být autentizační, účtovací nebo proprietární.
Diameter agenti podporující určité Diameter rozšíření zveřejňují jeho podporu uvedením určité hodnoty v atributu Auth-Application-Id Attribute příkazu Capabilities-Exchange-Request (CER) nebo Capabilities-Exchange-Answer (CEA).
Hodnota Application-ID pole v hlavičce je stejná jako libovolné relevantní Application-Id AVPs obsažené ve zprávě. Například hodnota Application-ID a atributu Auth-Application-Id v příkazech Credit-Control-Request (CCR) and Credit-Control-Answer (CCA) je 4.
| Application-ID | Zkr.    | Plné jméno               | Použití                                                        |
| -------------- | ------- | ------------------------ | -------------------------------------------------------------- |
| 0              | Base    | Společné Diameter zprávy | Pro vytváření/rušení a údržbu spojení protokolu Diameter       |
| 16777216       | Cx/Dx   | 3GPP Cx/Dx               | Rozhraní mezi IMS I/S-CSCF a HSS                               |
| 16777217       | Sh      | 3GPP Sh                  | Rozhraní mezi VoIP/IMS SIP aplikačním serverem a HSS           |
| 16777236       | Rx      | 3GPP Rx                  | Řízení zásad a účtování (anglicky Policy and charging control) |
| 16777238       | Gx      | 3GPP Gx                  | Řízení zásad a účtování                                        |
| 16777251       | S6a/S6d | 3GPP S6a/S6d             | Roaming signalizace v sítích LTE                               |
| 16777252       | S13     | 3GPP 13                  | Rozhraní mezi EIR a MME                                        |
| 16777255       | SLg     | 3GPP LCS SLg             | Služby využívající polohu                                      |
| 16777345       | S6t     | 3GPP S6t                 | Rozhraní mezi SCEF a HSS                                       |

### Hop-by-Hop Identifikátor
Hop-by-Hop Identifikátor je 32bitové celé číslo bez znaménka (v síťovém pořadí bytů), které se používá pro spárování požadavků s odpověďmi.
Protokol Diameter vyžaduje, aby si agenti provádějící relaying a proxying udržovali transakční stav, který se používá pro zotavení ze selhání. Transakční stav vyžaduje, aby při forwardování požadavku byl uložen jeho Hop-by-Hop Identifikátor; hodnota je nahrazena lokálně jedinečným identifikátorem, který bude při přijetí odpovídající odpovědi nahrazen původní hodnotou. Stav požadavku je uvolněn při doručení odpovědi. Přijaté odpovědi, jejichž Hop-by-Hop Identifier nesouhlasí, Diameter agent ignoruje.
V případě agentů provádějících přesměrování je v záhlaví udržován Hop-by-Hop identifikátor, protože Diameter agent musí vrátit odpověď.

### End-to-end Identifikátor
End-to-end Identifikátor je pole obsahující 32bitové celé číslo bez znaménka (v síťovém pořadí bytů), které se v kombinaci s Origin-Host AVP používá pro odhalení duplicitních zpráv.
Při vytváření požadavku se End-to-end identifikátor nastaví na lokálně jedinečnou hodnotu. Tento end-to-end identifikátor není měněn Diameter agenty žádného druhu, a v odpovědi je třeba použít stejnou hodnotu.

### Dvojice Atribut–Hodnota (AVP)
| Bitové posunutí | 0                                 | 1                                 | 2                                 | 3                                 | 4                                 | 5                                 | 6                                 | 7                                 | 8                                 | 9                                 | 10                                | 11                                | 12                                | 13                                | 14                                | 15                                | 16                                | 17                                | 18                                | 19                                | 20                                | 21                                | 22                                | 23                                | 24                                | 25                                | 26                                | 27                                | 28                                | 29                                | 30                                | 31                                |
| --------------- | --------------------------------- | --------------------------------- | --------------------------------- | --------------------------------- | --------------------------------- | --------------------------------- | --------------------------------- | --------------------------------- | --------------------------------- | --------------------------------- | --------------------------------- | --------------------------------- | --------------------------------- | --------------------------------- | --------------------------------- | --------------------------------- | --------------------------------- | --------------------------------- | --------------------------------- | --------------------------------- | --------------------------------- | --------------------------------- | --------------------------------- | --------------------------------- | --------------------------------- | --------------------------------- | --------------------------------- | --------------------------------- | --------------------------------- | --------------------------------- | --------------------------------- | --------------------------------- |
| 0               | Kód AVP                           | Kód AVP                           | Kód AVP                           | Kód AVP                           | Kód AVP                           | Kód AVP                           | Kód AVP                           | Kód AVP                           | Kód AVP                           | Kód AVP                           | Kód AVP                           | Kód AVP                           | Kód AVP                           | Kód AVP                           | Kód AVP                           | Kód AVP                           | Kód AVP                           | Kód AVP                           | Kód AVP                           | Kód AVP                           | Kód AVP                           | Kód AVP                           | Kód AVP                           | Kód AVP                           | Kód AVP                           | Kód AVP                           | Kód AVP                           | Kód AVP                           | Kód AVP                           | Kód AVP                           | Kód AVP                           | Kód AVP                           |
| 32              | V                                 | M                                 | P                                 |                                   |                                   |                                   |                                   |                                   | Délka AVP                         | Délka AVP                         | Délka AVP                         | Délka AVP                         | Délka AVP                         | Délka AVP                         | Délka AVP                         | Délka AVP                         | Délka AVP                         | Délka AVP                         | Délka AVP                         | Délka AVP                         | Délka AVP                         | Délka AVP                         | Délka AVP                         | Délka AVP                         | Délka AVP                         | Délka AVP                         | Délka AVP                         | Délka AVP                         | Délka AVP                         | Délka AVP                         | Délka AVP                         | Délka AVP                         |
| 64              | ID výrobce/dodavatele (volitelný) | ID výrobce/dodavatele (volitelný) | ID výrobce/dodavatele (volitelný) | ID výrobce/dodavatele (volitelný) | ID výrobce/dodavatele (volitelný) | ID výrobce/dodavatele (volitelný) | ID výrobce/dodavatele (volitelný) | ID výrobce/dodavatele (volitelný) | ID výrobce/dodavatele (volitelný) | ID výrobce/dodavatele (volitelný) | ID výrobce/dodavatele (volitelný) | ID výrobce/dodavatele (volitelný) | ID výrobce/dodavatele (volitelný) | ID výrobce/dodavatele (volitelný) | ID výrobce/dodavatele (volitelný) | ID výrobce/dodavatele (volitelný) | ID výrobce/dodavatele (volitelný) | ID výrobce/dodavatele (volitelný) | ID výrobce/dodavatele (volitelný) | ID výrobce/dodavatele (volitelný) | ID výrobce/dodavatele (volitelný) | ID výrobce/dodavatele (volitelný) | ID výrobce/dodavatele (volitelný) | ID výrobce/dodavatele (volitelný) | ID výrobce/dodavatele (volitelný) | ID výrobce/dodavatele (volitelný) | ID výrobce/dodavatele (volitelný) | ID výrobce/dodavatele (volitelný) | ID výrobce/dodavatele (volitelný) | ID výrobce/dodavatele (volitelný) | ID výrobce/dodavatele (volitelný) | ID výrobce/dodavatele (volitelný) |
| 96 ...          | data ...                          | data ...                          | data ...                          | data ...                          | data ...                          | data ...                          | data ...                          | data ...                          | data ...                          | data ...                          | data ...                          | data ...                          | data ...                          | data ...                          | data ...                          | data ...                          | data ...                          | data ...                          | data ...                          | data ...                          | data ...                          | data ...                          | data ...                          | data ...                          | data ...                          | data ...                          | data ...                          | data ...                          | data ...                          | data ...                          | data ...                          | data ...                          |

Pro jednoduchost, AVP příznak „V“ znamená specifický pro určitého výrobce/dodavatele (anglicky Vendor Specific); „M“ znamená povinný (anglicky Mandatory); „P“ znamená chráněný (anglicky Protected).
Příznak „V“ (specifický pro určitého výrobce/dodavatele) indikuje, zda je v AVP hlavičce přítomné volitelné pole Výrobce/dodavatel-ID. Je-li nastaven, AVP Code patří k určitý výrobce/dodavatel kód adresní prostor.
Příznak „M“ (povinný) indikuje, zda je vyžadována podpora konkrétního AVP. Pokud AVP s nastaveným příznakem „M“ je přijatý Diameter klientem, serverem, proxy nebo agentem pro překlad/translaci a příslušné AVP anebo jeho hodnota není rozpoznána, zpráva musí být odmítnuta. Diameter Relay a redirect agenti však zprávy s neznámými AVPs nesmí odmítat.
Příznak „P“ indikuje nutnost šifrování pro zajištění end-to-end datové bezpečnosti.
| Jméno atributu                 | Kód | Typ         |
| ------------------------------ | --- | ----------- |
| Acct-Interim-Interval          | 85  | Unsigned32  |
| Accounting-Realtime-Required   | 483 | Enumerated  |
| Acct-Multi-Session-Id          | 50  | UTF8String  |
| Accounting-Record-Number       | 485 | Unsigned32  |
| Accounting-Record-Type         | 480 | Enumerated  |
| Accounting-Session-Id          | 44  | OctetString |
| Accounting-Sub-Session-Id      | 287 | Unsigned64  |
| Acct-Application-Id            | 259 | Unsigned32  |
| Auth-Application-Id            | 258 | Unsigned32  |
| Auth-Request-Type              | 274 | Enumerated  |
| Authorization-Lifetime         | 291 | Unsigned32  |
| Auth-Grace-Period              | 276 | Unsigned32  |
| Auth-Session-State             | 277 | Enumerated  |
| Re-Auth-Request-Type           | 285 | Enumerated  |
| Class                          | 25  | OctetString |
| Destination-Host               | 293 | DiamIdent   |
| Destination-Realm              | 283 | DiamIdent   |
| Disconnect-Cause               | 273 | Enumerated  |
| E2E-Sequence                   | 300 | Grouped     |
| Error-Message                  | 281 | UTF8String  |
| Error-Reporting-Host           | 294 | DiamIdent   |
| Event-Timestamp                | 55  | Time        |
| Experimental-Result            | 297 | Grouped     |
| Experimental-Result-Code       | 298 | Unsigned32  |
| Failed-AVP                     | 279 | Grouped     |
| Firmware-Revision              | 267 | Unsigned32  |
| Host-IP-Address                | 257 | Address     |
| Inband-Security-Id             | 299 | Unsigned32  |
| Multi-Round-Time-Out           | 272 | Unsigned32  |
| Origin-Host                    | 264 | DiamIdent   |
| Origin-Realm                   | 296 | DiamIdent   |
| Origin-State-Id                | 278 | Unsigned32  |
| Product-Name                   | 269 | UTF8String  |
| Proxy-Host                     | 280 | DiamIdent   |
| Proxy-Info                     | 284 | Grouped     |
| Proxy-State                    | 33  | OctetString |
| Redirect-Host                  | 292 | DiamURI     |
| Redirect-Host-Usage            | 261 | Enumerated  |
| Redirect-Max-Cache-Time        | 262 | Unsigned32  |
| Result-Code                    | 268 | Unsigned32  |
| Route-Record                   | 282 | DiamIdent   |
| Session-Id                     | 263 | UTF8String  |
| Session-Timeout                | 27  | Unsigned32  |
| Session-Binding                | 270 | Unsigned32  |
| Session-Server-Failover        | 271 | Enumerated  |
| Supported-Vendor-Id            | 265 | Unsigned32  |
| Termination-Cause              | 295 | Enumerated  |
| User-Name                      | 1   | UTF8String  |
| Vendor-Id                      | 266 | Unsigned32  |
| Vendor-Specific-Application-Id | 260 | Grouped     |

### Stavové stroje
RFC 3588 definuje základní stavový stroj pro udržování spojení mezi komunikujícími stranami a zpracování zpráv. Stroj realizuje funkčnost základního protokolu a všechny zásobníky jej musí podporovat a jako takové abstrahovat od operací souvisejících se spojením.

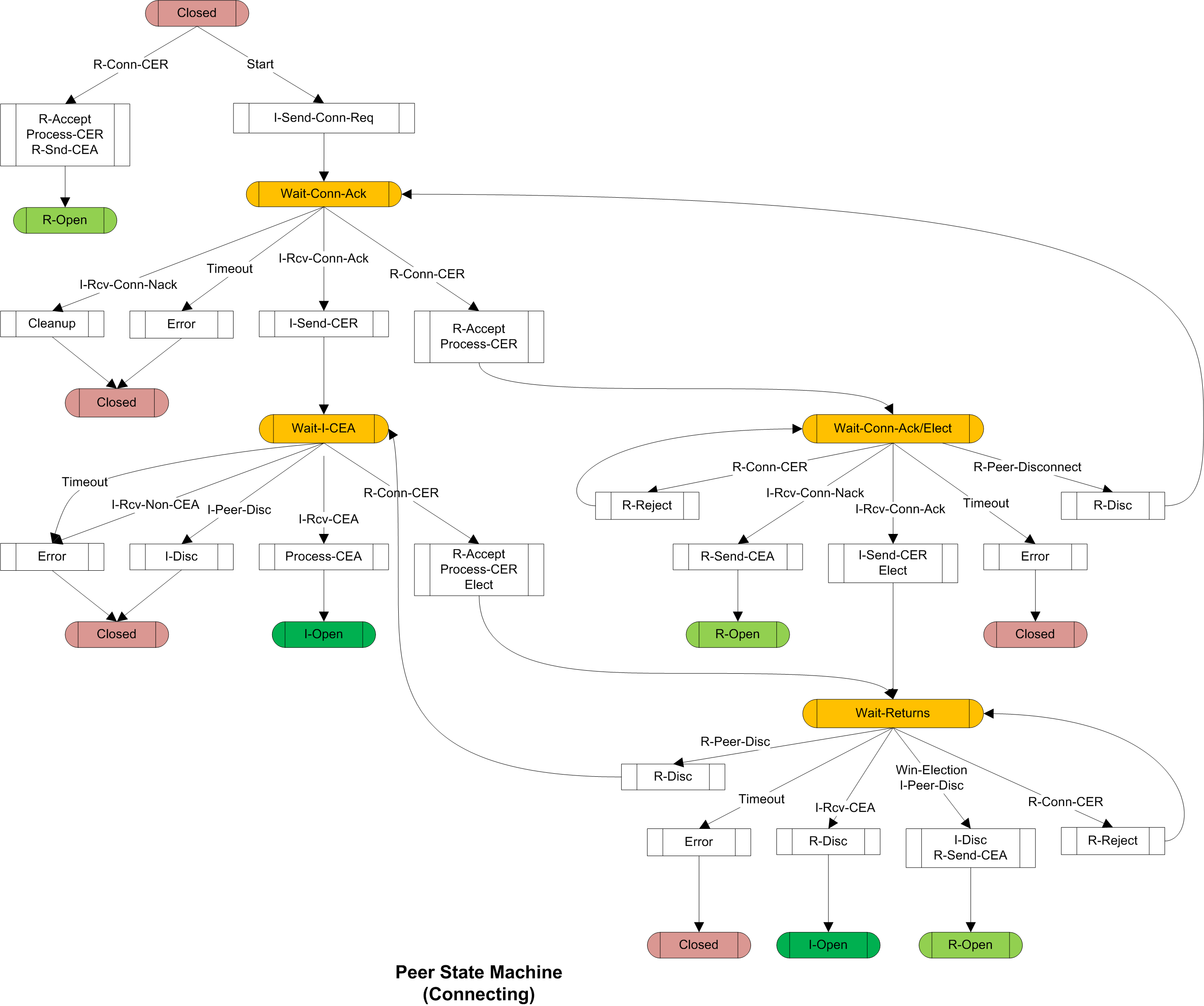
Peer State Machine Part 1
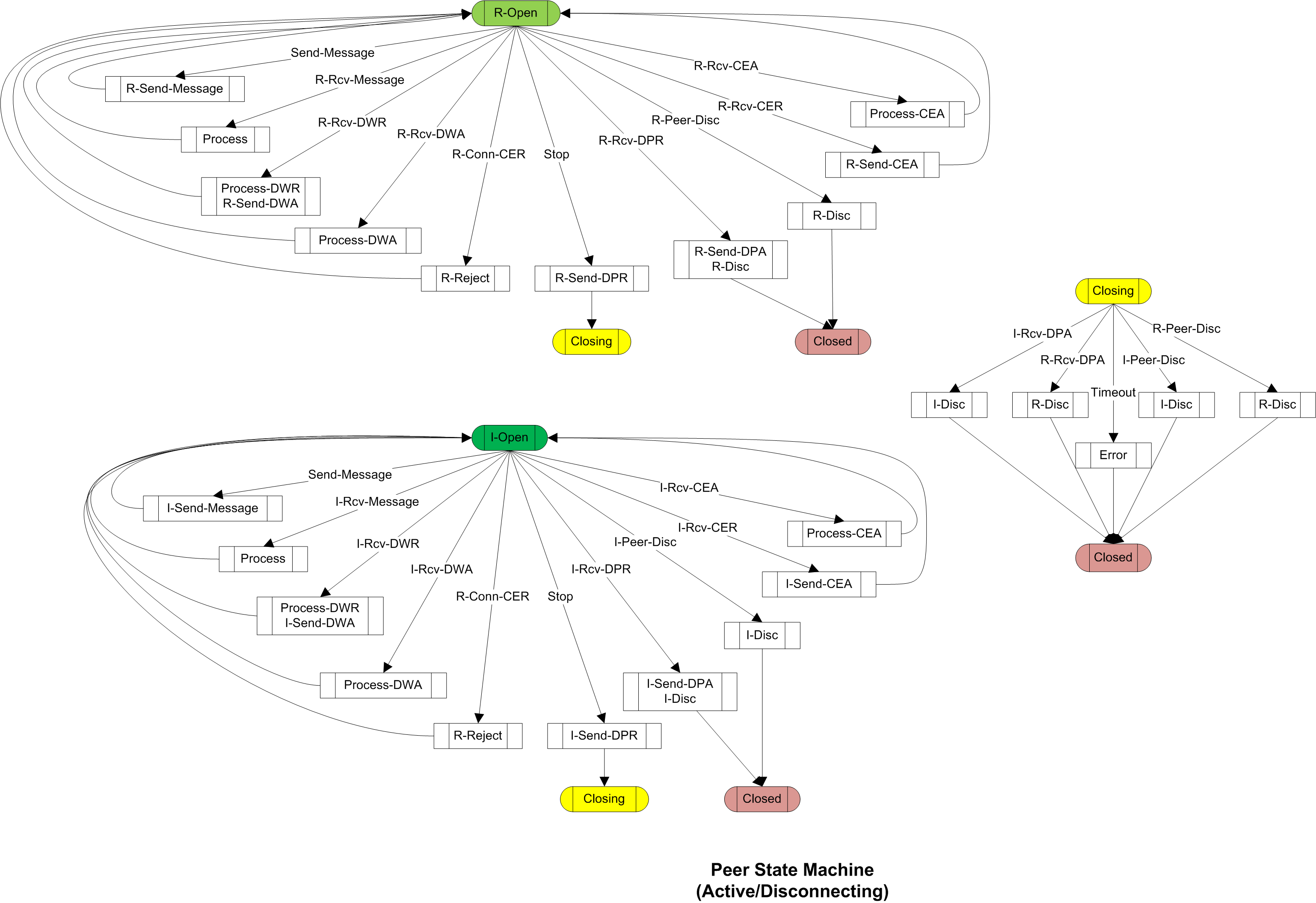
Peer State Machine Part 2

Navíc je možné později nebo ve vyšší vrstvě abstrakce definovat stavové stroje pro konkrétní aplikace. RFC 3588 definuje stavový stroj pro autorizaci a účtování.

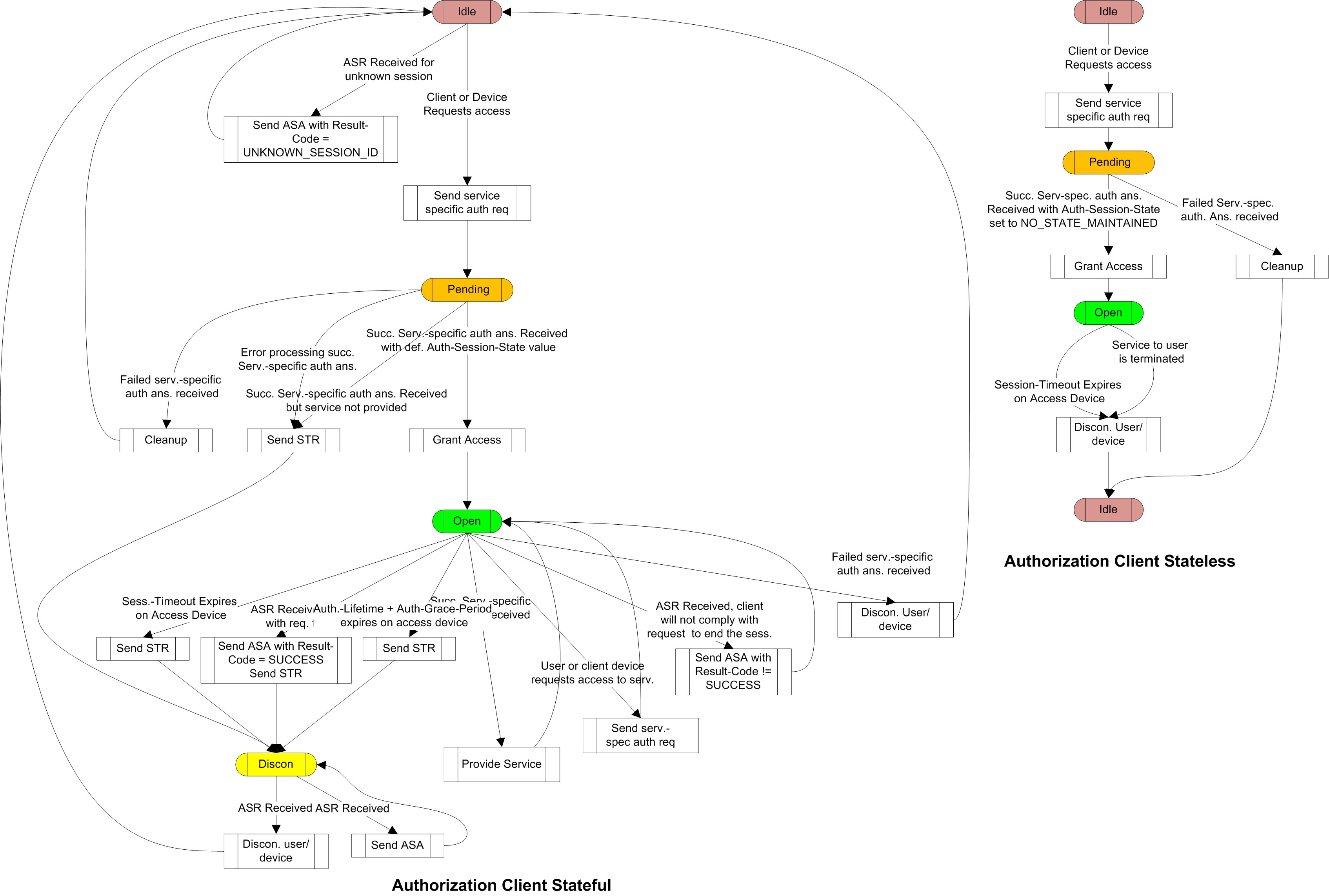
Diameter Authorization State Machines (Client)
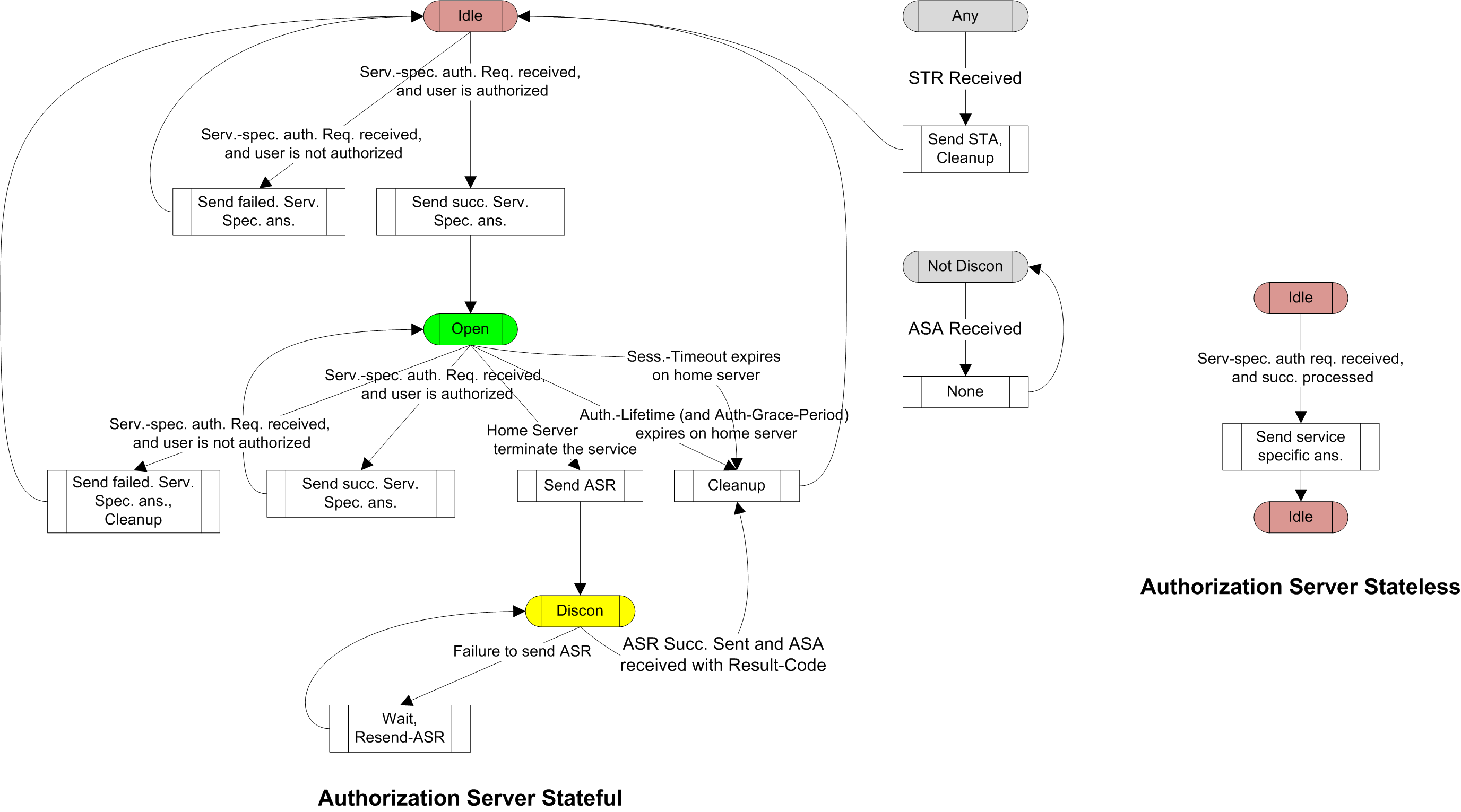
Diameter Authorization State Machines (Server)
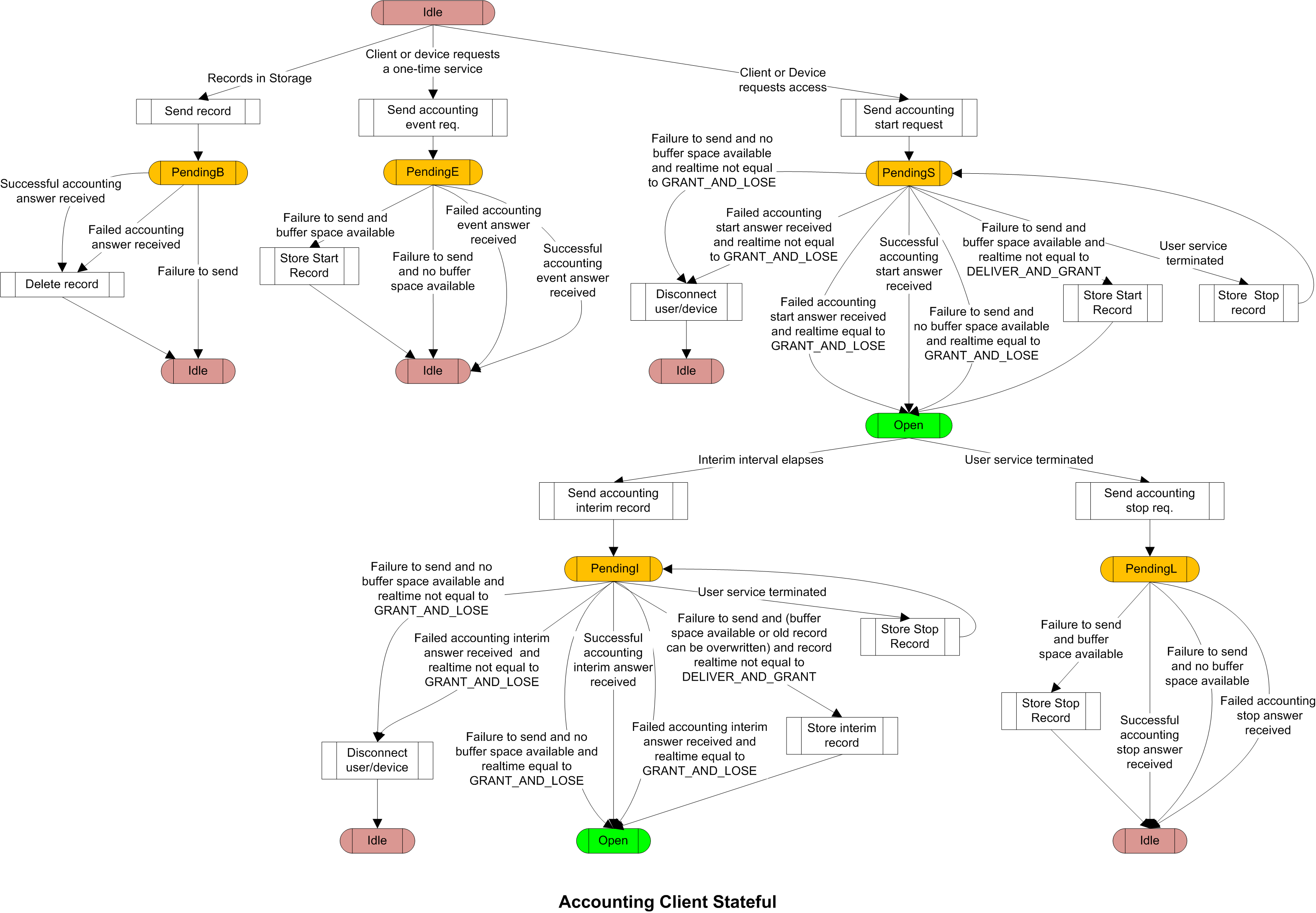
Diameter Accounting State Machines (Client)
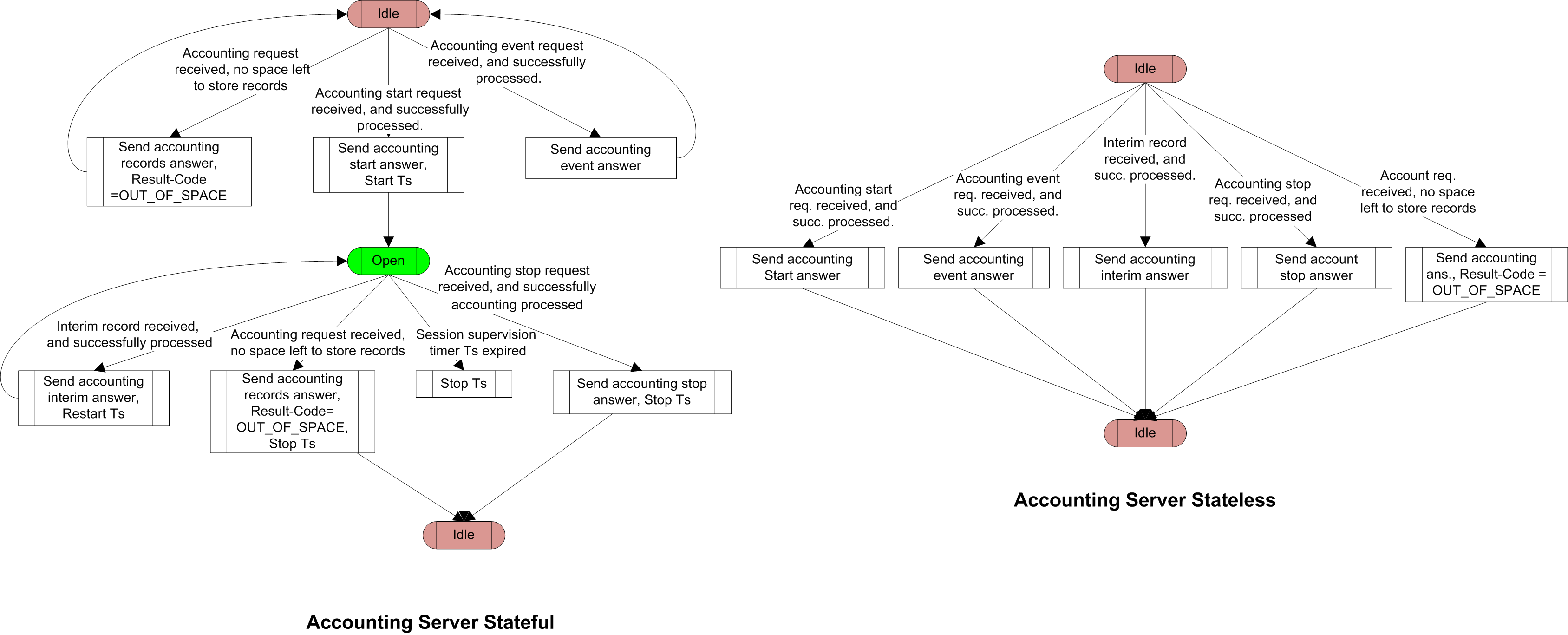
Diameter Accounting State Machines (Server)

### Toky zpráv
Komunikace mezi dvěma komunikujícími stranami protokolem Diameter začíná vytvořením transportního spojení (TCP nebo SCTP). Iniciátor pak pošle protistraně Capabilities-Exchange-Request (CER), protistrana odpoví Capabilities-Exchange-Answer (CEA). Podporují-li obě komunikující strany RFC3588, může být vyjednáno použití TLS (Transport Layer Security). Podporují-li obě komunikující strany RFC6733, může vyjednávání TLS proběhnout před CER/CEA.
Spojení je pak připravené pro výměnu aplikačních zpráv.
Pokud určitou dobu nebyly přenášené žádné zprávy, libovolná strana může poslat Device-Watchdog-Request (DWR) a protistrana musí odpovědět Device-Watchdog-Answer.
Libovolná strana může ukončit komunikaci odesláním zprávy Disconnect-Peer-Request (DPR), na kterou protějšek musí odpovědět Disconnect-Peer-Answer. Pak je možné zavřít transportní spojení.

## Dokumenty RFC
Protokol Diameter je aktuálně definován v následujících IETF RFC dokumentech: Nahrazená RFC jsou indikována přeškrtnutím textu.
| #        | Titul | Datum publikace | Nahrazeno |
| -------- | --- | --------------- | --------- |
| RFC 3588 | Diameter Base Protocol.                                                                                             | září 2003       | RFC 6733  |
| RFC 3589 | Diameter Command Codes for Third Generation Partnership Project (3GPP) Release 5.                                   | září 2003       |           |
| RFC 4004 | Diameter Mobile IPv4 Application.                                                                                   | srpen 2005      |           |
| RFC 4005 | Diameter Network Access Server Application.                                                                         | srpen 2005      | RFC 7155  |
| RFC 4006 | Diameter Credit-Control Application.                                                                                | srpen 2005      | RFC 8506  |
| RFC 4072 | Diameter Extensible Authentication Protocol (EAP) Application.                                                      | srpen 2005      |           |
| RFC 4740 | Diameter Session Initiation Protocol (SIP) Application. M.                                                          | listopad 2006   |           |
| RFC 5224 | Diameter Policy Processing Application.                                                                             | březen 2008     |           |
| RFC 5431 | Diameter ITU-T Rw Policy Enforcement Interface Application.                                                         | březen 2009     |           |
| RFC 5447 | Diameter Mobile IPv6: Support for Network Access Server to Diameter Server Interaction.                             | únor 2009       |           |
| RFC 5516 | Diameter Command Code Registration for the Third Generation Partnership Project (3GPP) Evolved Packet System (EPS). | duben 2009      |           |
| RFC 5624 | Quality of Service Parameters for Usage with Diameter.                                                              | srpen 2009      |           |
| RFC 5719 | Updated IANA Considerations for Diameter Command Code Allocations.                                                  | leden 2010      | RFC 6733  |
| RFC 6733 | Diameter Base Protocol.                                                                                             | říjen 2012      |           |
| RFC 6737 | The Diameter Capabilities Update Application.                                                                       | říjen 2012      |           |
| RFC 7155 | Diameter Network Access Server Application.                                                                         | duben 2014      |           |
| RFC 8506 | Diameter Credit-Control Application                                                                                 | březen 2019     |           |